# Depot von Bautzen (Fund 3)
Das Depot von Bautzen (Fund 3) ist ein archäologischer Depotfund aus der Frühbronzezeit, der bei Bautzen (Landkreis Bautzen) entdeckt wurde. Die Geschlossenheit des Fundes ist unsicher.
Der Hortfund setzt sich aus drei verbogenen z. T. zerbrochenen, rundstabigen Ösenhalsringen zusammen. Diese wurden in zwei Etappen innerhalb eines kleinen Bereichs gefunden, die ersten Teile 1916 beim Ausheben von Schützengräben, weitere 1919 beim Ziehen von Rüben und auf einem Lesesteinhaufen auf dem ehemaligen Exerzierplatz am Humboldthain. Die Datierung auf 1800–1600 v. Chr. weist den Fund der Aunjetitzer Kultur zu.